# Severomujsk
Severomujsk (in russo Северомуйск?, in lingua evenchi Долбор Муя) è un insediamento di tipo urbano della Russia asiatica, in Siberia Orientale. È situato nella Repubblica autonoma della Burazia e appartiene al rajon Mujskij.
È situato sulla riva sinistra fiume Mujakan. Si trova sulla linea principale della Ferrovia Bajkal-Amur, all'ingresso orientale della galleria di Severomujsk. All'interno dei confini dell'insediamento urbano si trovano le stazioni ferroviarie di «Okusikan» e «Kasankan». L'omonima stazione «Severomuisk» si trova a est, a 7 chilometri dal centro del villaggio.